# Walkers

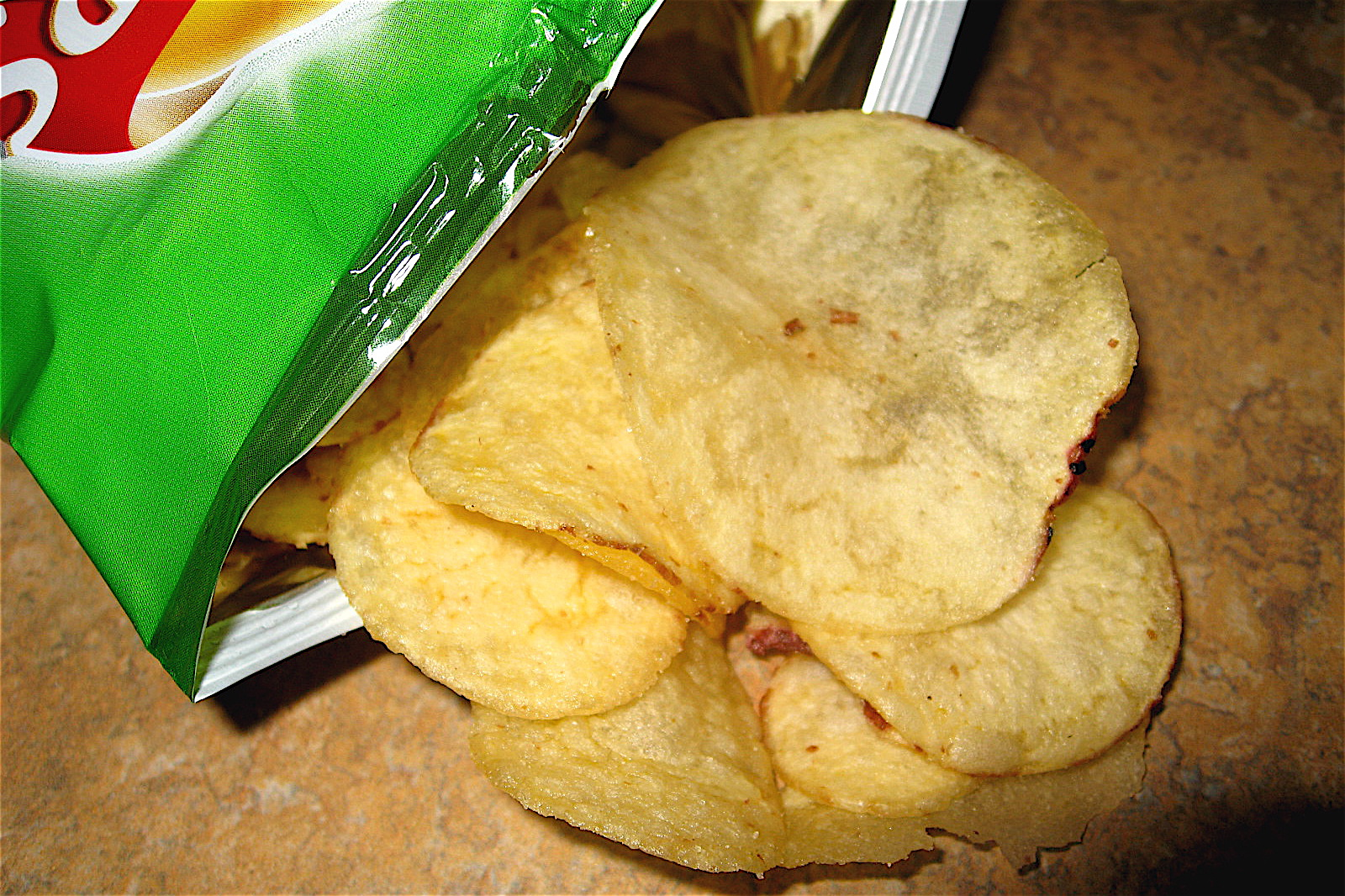
Sachet de chips Walkers « Salt and Vinegar ».

Walkers est une entreprise agroalimentaire anglaise basée à Leicester en Angleterre, spécialisée dans la production de chips de pommes de terre et autres produits de grignotage. Elle appartient à Frito-Lay et est présente au Royaume-Uni et en Irlande.
Walkers détient 47 % du marché britannique des chips. 
Le site de production Walkers de Leicester est l'une des plus importantes usines de fabrication de chips dans le monde, transformant environ 280 000 tonnes de pommes de terre chaque année.